# ジョシュ・バークマン
ジョシュ・バークマン（Josh Burkman、1980年4月10日 - ）は、アメリカ合衆国の男性総合格闘家。ユタ州ソルトレイクシティ出身。ザ・ピット所属。

## 来歴
コットンウッド高校時代は、アメリカンフットボール、野球、レスリングで活躍し、ディクシー州立大学進学後も奨学生としてアメリカンフットボールを続けたが、総合格闘技に転向した。

### TUF
2005年、リアリティ番組「The Ultimate Fighter」のシーズン2にチーム・ヒューズのウェルター級選手として参加。エリミネイションバウトでメルヴィン・ギラードを下すものの腕を負傷し、シーズンから一旦離脱。11月5日のフィナーレでは、サム・モーガンにバスターでKO勝ち。

### UFC
2008年1月23日、UFC Fight Night: Swick vs. Burkmanでマイク・スウィックと対戦し、0-2の判定負け。
2008年6月21日、The Ultimate Fighter: Team Rampage vs. Team Forrest Finaleでダスティン・ヘイズレットと対戦し、腕ひしぎ十字固めで一本負け。ファイト・オブ・ザ・ナイトを受賞した。

### WSOF
2013年6月15日、WSOF 3でジョン・フィッチと約7年振りに再戦し、ギロチンチョークで一本勝ちを収めた。
2013年10月26日、WSOF 6の世界ウェルター級王座決定戦でスティーブ・カールと対戦し、三角絞めで一本負けを喫し王座獲得に失敗した。

### UFC復帰
2015年1月3日、6年2か月ぶりのUFC参戦となったUFC 182でウェルター級ランキング6位のヘクター・ロンバードと対戦し、0-3の判定負け。試合後の薬物検査でロンバードからデソキシメチルテストステロンの陽性反応が検出されたため、試合結果がノーコンテストに変更された。
2015年5月23日、UFC 187でウェルター級ランキング8位のキム・ドンヒョンと対戦し、肩固めで一本負け。
2015年8月23日、UFC Fight Night: Holloway vs. Oliveiraでパトリック・コーテと対戦し、パウンドでTKO負け。ファイト・オブ・ザ・ナイトを受賞した。
2016年2月6日、ライト級転向初戦となったUFC Fight Night: Hendricks vs. ThompsonでKJ・ヌーンズと対戦し、3-0の判定勝ちを収めた。

## 人物・エピソード
- UFCのラウンドガールであるアリアニー・セレステと交際していた[2]。

## 戦績
| 総合格闘技 戦績 | 総合格闘技 戦績 | 総合格闘技 戦績 | 総合格闘技 戦績 | 総合格闘技 戦績 | 総合格闘技 戦績 | 総合格闘技 戦績 |
| --------------- | --------------- | --------------- | --------------- | --------------- | --------------- | --------------- |
| 45 試合         | (T)KO           | 一本            | 判定            | その他          | 引き分け        | 無効試合        |
| 28 勝           | 7               | 10              | 11              | 0               | 0               | 1               |
| 16 敗           | 2               | 8               | 6               | 0               | 0               | 1               |

| 勝敗 | 対戦相手                 | 試合結果                       | 大会名                                                      | 開催年月日     |
| ×    | アレックス・モロノ       | 1R 2:12 ギロチンチョーク       | UFC Fight Night: Cowboy vs. Medeiros                        | 2018年2月18日  |
| ×    | ドリュー・ドーバー       | 1R 3:04 KO（左フック）         | UFC 214: Cormier vs. Jones 2                                | 2017年7月29日  |
| ×    | ミシェウ・プラゼレス     | 1R 1:41 ノースサウスチョーク   | UFC Fight Night: Belfort vs. Gastelum                       | 2017年3月11日  |
| ×    | ザック・オットー         | 5分3R終了 判定1-2              | UFC Fight Night: Lineker vs. Dodson                         | 2016年10月1日  |
| ×    | ポール・フェルダー       | 5分3R終了 判定0-3              | UFC Fight Night: Almeida vs. Garbrandt                      | 2016年5月29日  |
| ○    | KJ・ヌーンズ             | 5分3R終了 判定3-0              | UFC Fight Night: Hendricks vs. Thompson                     | 2016年2月6日   |
| ×    | パトリック・コーテ       | 3R 1:26 TKO（パウンド）        | UFC Fight Night: Holloway vs. Oliveira                      | 2015年8月23日  |
| ×    | キム・ドンヒョン         | 3R 2:13 肩固め                 | UFC 187: Johnson vs. Cormier                                | 2015年5月23日  |
| －   | ヘクター・ロンバード     | ノーコンテスト（薬物検査失格） | UFC 182: Jones vs. Cormier                                  | 2015年1月3日   |
| ○    | タイラー・スティンソン   | 1R 2:15 KO（右フック）         | WSOF 9: Carl vs. Palhares                                   | 2014年3月29日  |
| ×    | スティーブ・カール       | 4R 1:02 三角絞め               | WSOF 6: Burkman vs. Carl 【WSOF世界ウェルター級王座決定戦】 | 2013年10月26日 |
| ○    | ジョン・フィッチ         | 1R 0:41 ギロチンチョーク       | WSOF 3: Fitch vs. Burkman 2                                 | 2013年6月15日  |
| ○    | アーロン・シンプソン     | 1R 3:04 TKO（膝蹴り）          | WSOF 2: Arlovski vs. Johnson                                | 2013年3月23日  |
| ○    | ジェラルド・ハリス       | 5分3R終了 判定3-0              | WSOF 1: Arlovski vs. Cole                                   | 2012年11月3日  |
| ○    | ジェイミー・イェーガー   | 2R 3:25 ギロチンチョーク       | Showdown Fights 8: Burkman vs. Yager                        | 2012年8月25日  |
| ○    | コッフィー・アジツオ     | 5分3R終了 判定3-0              | Showdown Fights 6: Breakout                                 | 2012年2月24日  |
| ×    | ジョーダン・メイン       | 5分3R終了 判定0-3              | Knockout Entertainment MMA: The Reckoning                   | 2011年4月2日   |
| ○    | ジョーダン・スミス       | 5分3R終了 判定2-1              | Showdown Fights 2: Respect                                  | 2010年9月24日  |
| ○    | ジェイク・ポール         | 5分3R終了 判定3-0              | Showdown Fights 1: Burkman vs. Paul                         | 2010年4月9日   |
| ○    | ブランドン・メレンデス   | 1R 4:14 KO（パンチ）           | Throwdown Showdown 5: Homecoming                            | 2009年11月20日 |
| ×    | ピート・セル             | 5分3R終了 判定0-3              | UFC 90: Silva vs. Cote                                      | 2008年10月25日 |
| ×    | ダスティン・ヘイズレット | 2R 4:46 腕ひしぎ十字固め       | The Ultimate Fighter: Team Rampage vs. Team Forrest Finale  | 2008年6月21日  |
| ×    | マイク・スウィック       | 5分3R終了 判定0-2              | UFC Fight Night: Swick vs. Burkman                          | 2008年1月23日  |
| ○    | フォレスト・ペッツ       | 5分3R終了 判定2-1              | UFC 77: Hostile Territory                                   | 2007年10月20日 |
| ×    | カロ・パリジャン         | 5分3R終了 判定0-3              | UFC 71: Liddell vs. Jackson                                 | 2007年5月26日  |
| ○    | チャド・レイナー         | 5分3R終了 判定3-0              | UFC Fight Night: Evans vs. Salmon                           | 2007年1月25日  |
| ○    | ジョシュ・ニアー         | 5分3R終了 判定3-0              | UFC 61: Bitter Rivals                                       | 2006年7月8日   |
| ×    | ジョン・フィッチ         | 2R 4:57 チョークスリーパー     | Ultimate Fight Night 4                                      | 2006年4月6日   |
| ○    | ドリュー・フィケット     | 1R 1:07 フロントチョーク       | Ultimate Fight Night 3                                      | 2006年1月16日  |
| ○    | サム・モーガン           | 1R 0:21 KO（バスター）         | The Ultimate Fighter 2 Finale                               | 2005年11月5日  |
| ×    | ジェレミー・ホーン       | 1R 1:14 フロントチョーク       | XFC: Dome of Destruction 1                                  | 2005年4月29日  |
| ○    | ブライアン・ウィーバー   | 1R 2:36 TKO（パンチ連打）      | IFC: Eve of Destruction                                     | 2005年3月5日   |
| ○    | ケイシー・ウスコーラ     | 1R チョークスリーパー          | SportFight 4: Fight For Freedom                             | 2004年6月26日  |
| ○    | ドリュー・エリサー       | 5分3R終了 判定3-0              | Cage Fighting Championship 1                                | 2004年5月1日   |
| ○    | チロ・ゴンザレス         | 1R 1:58 フロントチョーク       | SportFight 2: On the Move                                   | 2004年3月19日  |
| ×    | マット・ホーウィッチ     | 2R 2:11 三角絞め               | SportFight 1: Revolution                                    | 2004年2月21日  |
| ○    | ジェレミー・ブラウン     | 判定                           | UCE Winter Warrior Land: Episode 1                          | 2003年11月29日 |
| ○    | デレク・ダウニー         | 3分3R終了 判定                 | UCE Summer Series: Episode 4                                | 2003年8月30日  |
| ○    | ブライアン・ガーリック   | 2R ギブアップ                  | UCE Round 4: Finals                                         | 2003年7月12日  |
| ○    | ジェレミー・ブラウン     | 1R ギブアップ                  | UCE Round 4: Semifinals                                     | 2003年7月5日   |
| ○    | マシュー・ベル           | 1R KO                          | UCE Round 4: Episode 4                                      | 2003年6月28日  |
| ○    | ゲデオン・ジャーヴィス   | 1R ギブアップ                  | UCE Round 3: Finals                                         | 2003年5月10日  |
| ○    | ハンク・ワイス           | 1R KO                          | UCE Round 3: Semifinals                                     | 2003年5月3日   |
| ○    | マット・キング           | 1R ギブアップ                  | UCE Round 3: Episode 2                                      | 2003年4月12日  |
| ○    | セドリック・ニコルセン   | 1R ギブアップ                  | UCE Round 3: Episode 1                                      | 2003年4月5日   |
| ×    | ハンク・ワイス           | ギブアップ                     | UCE Round 2: Episode 1                                      | 2003年2月7日   |

## 表彰
- UFC ファイト・オブ・ザ・ナイト（1回）
- SHERDOG サブミッション・オブ・ザ・イヤー（2013年）